# Szeredás András
Szeredás András (Budapest, 1938. szeptember 16. –) Balázs Béla-díjas (1986) magyar dramaturg.

## Családja és származása
A régi római katolikus pesti polgári származású Rupp család sarja. Apja Szeredás Rezső (1907–1957), pénzügyi főelőadó, anyja Rell Irma (1914–†?) volt; Rupp Rudolf 1936-ban vezetéknevét "Szeredás"-ra változtatta, ezzel együtt pedig keresztnevét "Rezső"-re.
| Rupp Ignác (1835-1876)       | Rupp György (1871-1922)   | Rupp Rudolf / Szeredás Rezső (1907-1957) | Szeredás András (1938-) |
| Prückler Terézia (1845-1887) | Rupp György (1871-1922)   | Rupp Rudolf / Szeredás Rezső (1907-1957) | Szeredás András (1938-) |
| ---------------------------- | ------------------------- | ---------------------------------------- | ----------------------- |
|                              | Huber Gizella (1878-1920) | Rupp Rudolf / Szeredás Rezső (1907-1957) | Szeredás András (1938-) |
|                              |                           | Rupp Rudolf / Szeredás Rezső (1907-1957) | Szeredás András (1938-) |
|                              |                           | Rell Irma                                | Szeredás András (1938-) |
|                              |                           |                                          | Szeredás András (1938-) |
|                              |                           |                                          | Szeredás András (1938-) |
|                              |                           |                                          | Szeredás András (1938-) |

Az apai nagyszülei Rupp György (1871–1922), gazdasági felügyelő, és Huber Gizella (1878–1920) voltak. Az apai nagyapai dédszülei Rupp Ignác (1835–1876), pesti nagykereskedő, bérház tulajdonos, és az előkelő pesti polgári Prückler családból való Prückler Terézia (1845–1887) voltak; Szeredás Andrásnak az ükapja, azaz Rupp Ignácné Prückler Teréziának az apja Prückler Ignác (1809–1876), a "Prückler Ignácz Magyarország első rum-, likőr- és pezsgőgyára" alapítója és tulajdonosa, a magyar kereskedelmi bank, az osztrák nemzeti bank, az első hazai takarékpénztár valamint az első magyar általános biztosító társulat igazgató tanácsosa volt.
Szeredás (Rupp) Rezsőnek (1907–1957) az elsőfokú unokatestvére ifjabb dr. Temple Rezső (1902–1947), ügyvéd, Nemzeti Egység Párt országgyűlési képviselője, a Gresham-kávéház tulajdonosa, akinek az anyja idősebb dr. Temple Rezső belügyminisztériumi államtitkárné Rupp Irén (1873–1945) volt, Rupp György (1871–1922), gazdasági felügyelőnek a húga; nővérük Rupp Eugénia (1870–1895), akinek a férje Janicsek Andor (1857–1926), Budapest tűzoltó-főparancsnoka, a Magyar tűzoltótisztek Egyesületének az elnöke, okleveles mérnök.

## Életpályája
1957-1962 között az ELTE BTK magyar-német szakos hallgatója volt. 1962-1964 között a kaposvári Csiky Gergely Színház dramaturgja volt. 1964-1989 között a Pannónia Filmstúdió dramaturgja, rendezője, szinkrondramaturgja volt. 1990-1993 között a szolnoki Szigligeti Színházban dolgozott dramaturgként. 1993-1996 között a Művész Színház és a Thália Színház irodalmi vezetője volt. 1996 óta szabadfoglalkozású.
2022. december 13-tól a Széchenyi Irodalmi és Művészeti Akadémia tagja.

## Magánélete
1963-ban házasságot kötött Szántó Ágnessel. Két gyermekük született: Lőrinc (1968) és Krisztina (1970). Unokái: Fiának három fia és egy lánya született: Kristóf (2000), Bálint (2002), Bernát (2005) és Rozália (2015); lányának három lánya: Lilla (1995), Flóra (1997) és Borbála (2003).

## Színházi munkái
A Színházi Adattárban regisztrált bemutatóinak száma: szerzőként: 4; fordítóként: 10.

### Szerzőként
- Marcello és Camillo (2001)
- Vihar, avagy a bűnbocsánat színjátéka (2007)
- A szerelmes nagykövet (2008)
- Téboly Thébában (2010)

### Fordítóként
- Genet: A balkon (1980, 1983, 1994, 1999)
- Marivaux: Rabszolgák szigete (1989)
- Shepard-Wenders-Carson: Párizs, Texas (1994)
- Carlo Goldoni: A hazug (1995)
- Claudel: Az angyali üdvözlet (1996)
- Carlo Goldoni: A velencei ikrek (1996)
- Duras: Naphosszat a fákon (2009)

## Filmjei

### Forgatókönyvíróként
- Örökség (1980)
- Witman fiúk (1997)
- Derengő (1998)
- A kanyaron túl (2002)

### Szinkronrendezőként
- Ballagás (1980)
- Mephisto (1981)
- Felhőjáték (1984)
- Laura (1987)
- Az én XX. századom (1989)
- Halálutak és angyalok (1991)
- Szökés (1997)

### Dramaturgként
- Sortűz egy fekete bivalyért (1985)
- A nagy postarablás (1992)
- Woyzeck (1994)
- Az én kis nővérem (1997)
- Macerás ügyek (2001)
- Vagabond (2003)
- Vagyok, aki vagyok (2007)

## Magyar szöveg
- A pék felesége (1938)
- A tengerpart (1954)
- Az ember, aki túl sokat tudott (1956)
- Légy szép és tartsd a szád! (1958)
- A más asszonya (1959)
- Négyszáz csapás (1959)
- Kifulladásig (1960)
- Az éjszaka (1961)
- Az emberi piramis (1961)
- Irma, te édes (1963)
- A makacs lány (1963)
- Lopott csókok (1968)
- Fogd a pénzt és fuss! (1969)
- A vörös kör (1970)
- A rend gyilkosai (1971)
- Gyilkos a tetőn (1976)
- Kóma (1978)
- Párizs, Texas (1984)
- Trükkös halál (1986)
- Ízlés dolga (2000)
- 8 nő (2002)
- Néhány Columbo-rész fordítása is a nevéhez fűződik.